# Ícone da moda

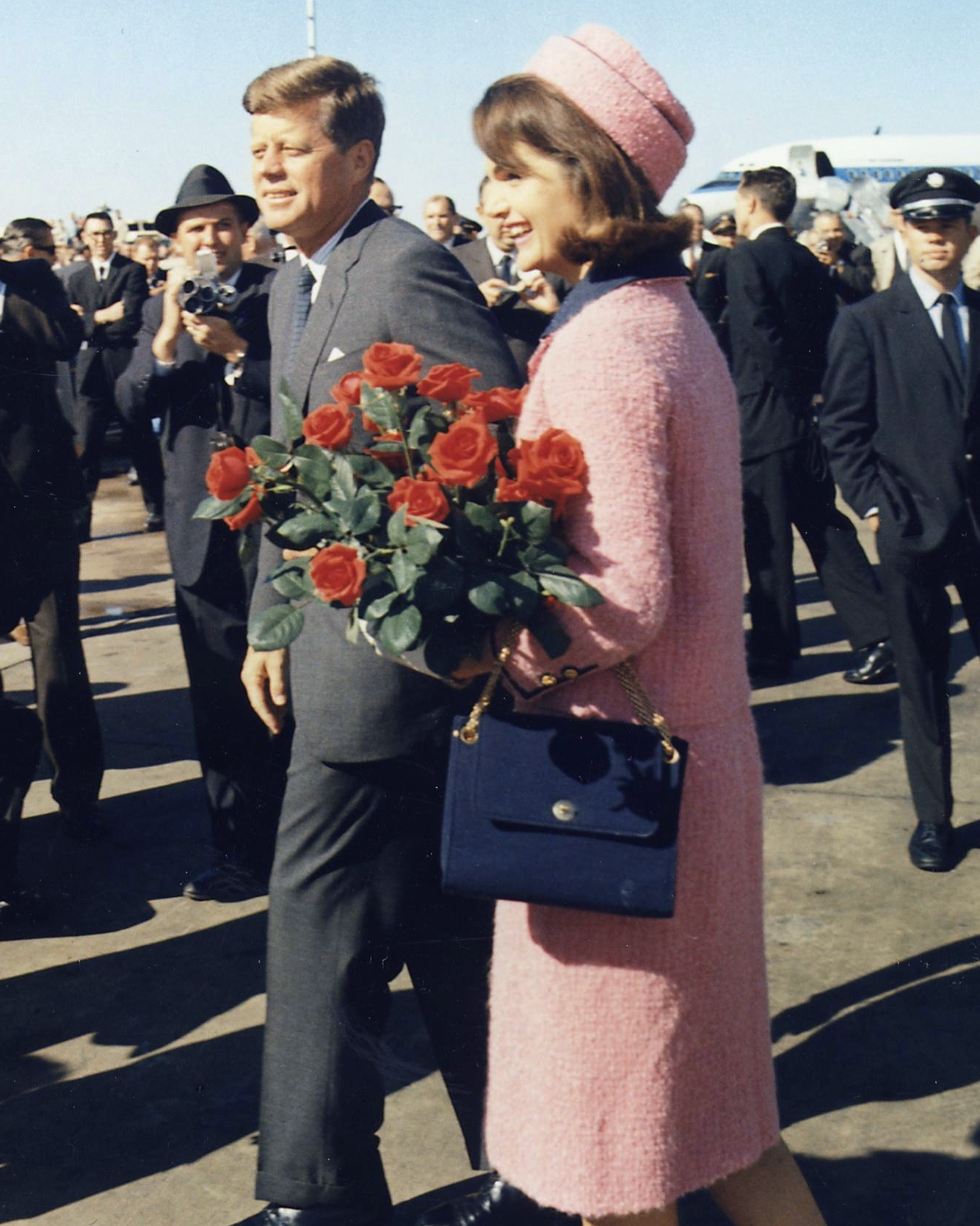
Jacqueline Bouvier Kennedy vestindo o terno Chanel rosa

Um ícone da moda ou líder da moda é uma pessoa influente que introduz novos estilos que se espalham pela cultura da moda e se tornam parte da moda. Eles iniciam um novo estilo que outros podem seguir. Eles podem ser personalidades famosas, como líderes políticos, celebridades ou personalidades esportivas. Por exemplo, durante a década de 1960, Jacqueline Kennedy Onassis foi um grande ícone da moda para as mulheres americanas, e seu estilo se tornou um sinal de riqueza, poder e distinção; e seu famoso terno Chanel rosa é um dos mais referenciados e revisitados de todos os seus itens de vestuário. Twiggy era uma It girl, ela era uma modelo adolescente e ícone da moda dos Swinging Sixties.

## Líderes da moda
"Líderes da moda" é um termo mais antigo substituído na segunda metade do século XX. Líderes da moda eram pessoas importantes de hierarquia e sociedade mais altas, como realeza, aristocratas e suas esposas e amantes.
- Imperatriz Josefina, a primeira esposa do Imperador Napoleão I, era ela própria responsável pela "linha de vestidos do Império".[2]
- Beau Brummell, amigo do rei Jorge IV do Reino Unido, era líder da moda masculina.[2]
- Nur Jahan, a esposa do imperador mogol Jahangir era uma entusiasta da moda, e ela tinha um grande interesse em itens de vestuário da época; ela definiu muitas tendências da moda. Nur Jahan era muito criativa e tinha um bom senso de moda, e ela é creditada por muitos materiais têxteis e vestidos como o vestido nurmahali e tecidos finos como badla Panchtoliya (brocado com fios de prata), kinari (renda com fios de prata), etc.[6][7][8]
- Diana, Princesa de Gales foi uma rosa inglesa, líder da moda nas décadas de 1980 e 1990.[9]

## Outros ícones de estilo

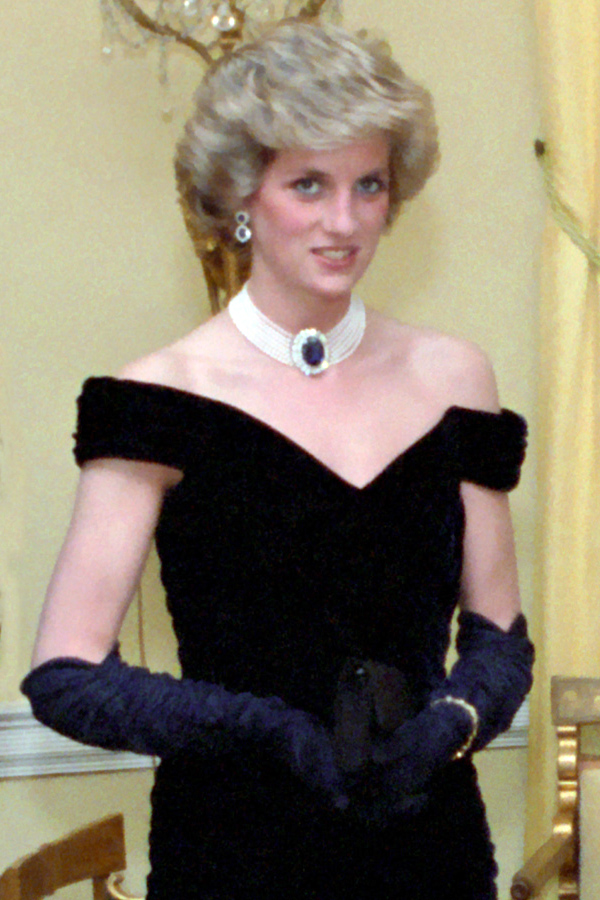
Usando o vestido Travolta, Diana, Princesa de Gales era uma ícone da moda bem conhecida

Mary Quant foi uma famosa estilista e ícone da moda da década de 1960 que introduziu a minissaia. Ela também é creditada pelos shorts curtos, vestidos justos e capas de chuva de PVC.
- Audrey Hepburn (ver, Moda de Audrey Hepburn)
- Diana, Princesa de Gales (ver, Moda de Diana, Princesa de Gales)
- Madonna
- Catarina, Princesa de Gales (ver Moda de Catherine, Princesa de Gales)

### Power dressing

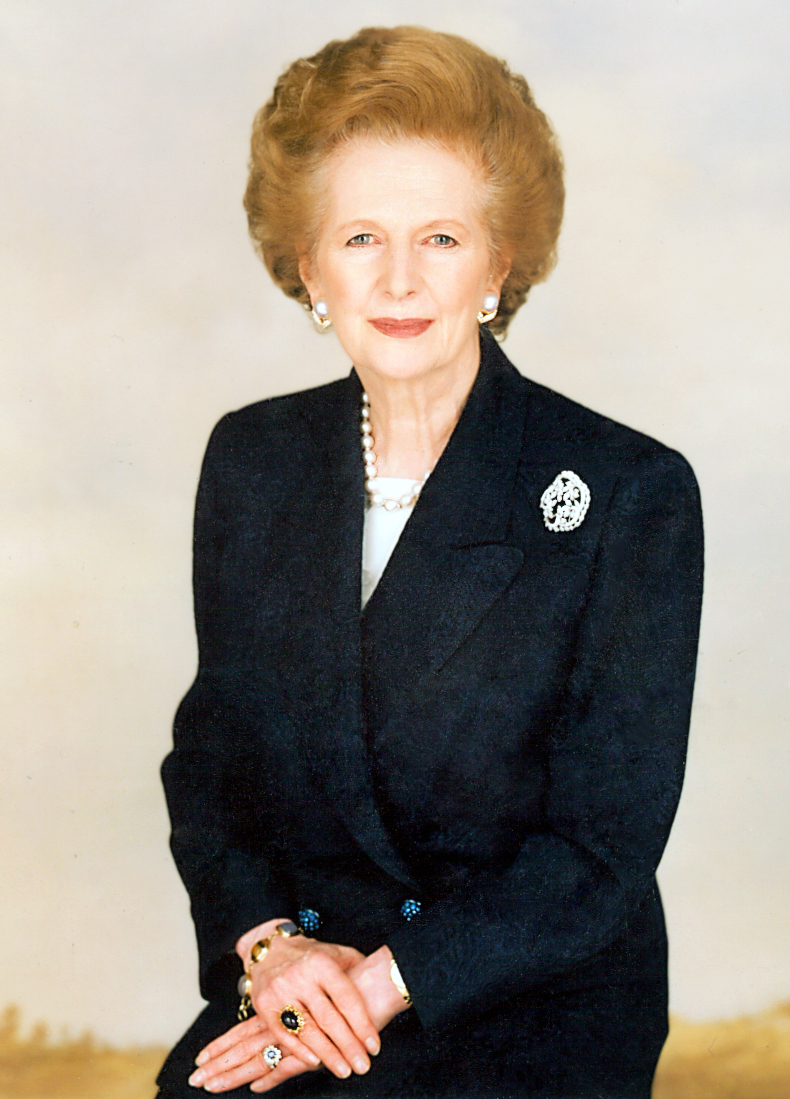
Margaret Thatcher vestindo uma roupa típica de power dressing

Power dressing é um estilo de roupa que permite às mulheres estabelecerem sua autoridade e poder em profissões tradicionalmente dominadas por homens, como a política. O estilo de Margaret Thatcher define as regras sobre como as políticas devem se vestir, o que é uma forma conservadora, poderosa, mas ao mesmo tempo feminina.
- Margaret Thatcher foi uma das primeiras a incorporar o espírito dos ternos de poder.[13][12][14]

## Exemplos de peças de moda
Semelhante ao vestidinho preto que é associado à atriz Audrey Hepburn, os seguintes vestidos e peças de vestuário são famosos com os nomes de ícones da moda.
- Chapéu Eugênia, o chapéu Eugênia original recebeu o nome em homenagem a Eugénia de Montijo, esposa de Napoleão III de França, cujas escolhas de moda foram divulgadas em esboços de moda e examinadas de perto em toda a Europa e nos Estados Unidos.[15]
- Terno Chanel rosa de Jacqueline Bouvier Kennedy
- Vestido preto Givenchy de Audrey Hepburn
- Vestido branco de Marilyn Monroe
- Vestido rosa de Marilyn Monroe
- Vestido preto de Rita Hayworth
- Vestido Travolta, usado por Diana, Princesa de Gales, quando dançou com o ator John Travolta.
- Vestido da vingança, usado por Diana, Princesa de Gales, em um jantar de arrecadação de fundos na Serpentine Gallery.

## Citações
"O estilo não é moda até chegar às ruas":286— Coco Chanel